# Список армянских храмов Стамбула
Со времени основания Константинопольского Патриархата Армянской Апостольской церкви в 1461 году, было построено 55 армянских церквей, как апостольских, так и евангелистских, католических и других. Около 30 из них функционируют по сей день.
По состоянию на 1913 год на территории современной Турции функционировало около 3000 армянских храмов (2200 из которых в Западной Армении), однако сегодня большинство из них уничтожено Правительством Турции либо находятся в почти полностью руинном состоянии. Вне Стамбула на территории современной Турции, в отличие от 1913 года, функционирует всего лишь 6 армянских церквей.

## Список
- Церковь Св. Григория Просветителя и Высшая школа «Кедронакан», Стамбул.
- Патриархальный собор Пресвятой Богородицы, Стамбул.
- Церковь Свв. Архангелов, Стамбул.
- Церковь Пресв. Богородицы, Стамбул.
- Часовня Св. Воскресения, Стамбул.
- Церковь Свв. Вардананц, Стамбул.
- Церковь Свв. Вардананц, Стамбул.
- Церковь Воскресения, Стамбул.
- Церковь Св. Георгия, Стамбул.
- Церковь Св. Григория Просветителя, Стамбул.
- Церковь Св. Иоанна Евангелиста, Стамбул.
- Церковь Св. Иакова, Стамбул.
- Церковь пророка Илии, Стамбул.
- Церковь Николая Чудотворца, Стамбул.
- Церковь Преображения, Стамбул.
- Церковь Св. Сергия, Стамбул.
- Часовня Спасителя, Стамбул.
- Церковь Св. Стефана, Стамбул.
- Церковь Св. Стефана, Стамбул.
- Церковь Св. Троицы, Стамбул.
- Церковь Свв. Фаддея и Варфоломея, Стамбул.
- Церковь Св. Марии, Хатай.
- Церковь Св. Богоматери (Бешикташ)
- Церковь Св. Богоматери (Ортакёй)
- Церковь Св. Креста (Курукесме)
- Церковь Св. Santoukht (Хизар)
- Церковь Св. Троицы (Бюйачикой)
- Церковь св. Богородицы (Еникой)
- Церковь св. Дев-спутниц Рипсимэ(Буюкдере)
- Церковь Христа-Царя (Кадыкёй)
- Церковь св. Креста (Селамсиз, Ускудар)
- Церковь св. Иоанна Предтечи (Багларбаши, Ускудар)
- St. Gregory The Enlightener Armenian Church (Kuzguncuk, Istanbul)
- The Twelve Holy Apostles Armenian Church (Kandilli, Istanbul)
- St. Nicholas Armenian Church (Beykoz, Istanbul)
- Holy Cross Armenian Church (Kartal, Istanbul)
- St. Gregory The Enlightener (Kinaliada, Istanbul)
- St. Gregory The Enlightener Armenian Church (Kayseri)
- A. St. Giragos Armenian Church (Diyarbakir)
- St. Sergius Armenian Church
- St. James Armenian Chapel
- St. George Armenian Church (Derik, Mardin)
- Holy Forty Martyrs of Sebastea Armenian Church (Iskenderun, Hatay)
- St. Gregory The Enligtener Armenian Church (Kirikhan)
- Holy Mother-of-God Armenian Church (Vakiflikoy, Samandag, Hatay)
- Narlikapi Armenian Apostolic Church (Narlikapi, Istanbul)
- Sourp Stepanos Armenian Apostolic Church (Yesilkoy, Istanbul)
- Sourp Asdvadzadzin Armenian Apostolic Church (Bakirkoy, Istanbul)
- Sourp Takavor Armenian Apostolic Church (Kadekoy, Istanbul)
- Sourp Vartanants (Ferikoy)
- Sourp Asdvadzadzine (Besiktas, Istanbul)
- Sourp Kevork (Samatya, Istanbul)
- Sourp Krikor Lousavoritch (Ghalatya, Istanbul)
- Sourp Yerrortutyoun (Pera, Istanbul)
- Armenian Evangelical Church (Pera, Istanbul)
- Sourp Krikor Lousavoritch (Kinali Island)
- Armenian Evangelical Church (Gedik Pasha, Istanbul)

## Внешние ссылки
- All Armenian Churches